# Kinoiki Kekaulike I.
Kinoiki Kekaulike I. bila je princeza havajskog otoka Kauaija.

## Biografija
Kinoiki je rođena u 19. stoljeću.
Njezin je otac bio kralj Kaumualiʻi, zadnji vladar Kauaija, preko kojeg je bila unuka kraljice Kamakahelei, a majka joj je bila kraljica Kaʻapuwai Kapuaʻamoku, kći kraljice Kawalu. Tako je Kinoiki Kekaulike bila vrlo plemenitog porijekla, potomak Peleʻioholanija.
Imala je brata Aarona Kealiʻiahonuija i polubrata Humehumea.
Udala se za poglavicu Kūhija Kalanianaolea s kojim je imala tri kćeri: Kapiolani, Virginiju Kapoʻoloku Poʻomaikelani i Victoriju Kūhiō Kinoiki Kekaulike II. te je bila baka Edwarda Abnela Keliʻiahonuija Piʻikoija. 

## Pogledajte također
- Vladari Havaja i njihove kraljice
- Kamehameha I. Veliki, kojem je Kaumualiʻi bio vazal
- Kamakahelei, baka Kinoiki Kekaulike